# Children's Literature Legacy Award
Children's Literature Legacy Award, tidigare känt som Laura Ingalls Wilder Medal, är ett prestigefyllt pris som delas ut av American Library Association till barnboksförfattare och illustratörer som publicerar sig i USA och som gjort grundläggande och bestående bidrag till barnlitteratur. Bronsmedaljen uppkallades inledningsvis efter dess första vinnare, Laura Ingalls Wilder. År 2018 bytte priset namn då den amerikanska biblioteksföreningen uppgav att det i Wilders böcker förekom "stereotypa uppfattningar" som i alltför hög utsträckning går emot föreningens kärnvärden, som att vara inkluderande och respektfulla.
Ursprungligen utdelades Children's Literature Legacy Award vart femte år. Mellan åren 1980 till 2001 delades den ut var tredje år, mellan 2003 och 2015 delades priset ut vartannat år och sedan 2016 är det prisutdelning varje år.

## Vinnare av priset
- 1954 — Laura Ingalls Wilder
- 1960 — Clara Ingram Judson
- 1965 — Ruth Sawyer
- 1970 — E.B. White
- 1975 — Beverly Cleary
- 1980 — Dr. Seuss
- 1983 — Maurice Sendak
- 1986 — Jean Fritz
- 1989 — Elizabeth George Speare
- 1992 — Marcia Brown
- 1995 — Virginia Hamilton
- 1998 — Russell Freedman
- 2001 — Milton Meltzer
- 2003 — Eric Carle
- 2005 — Laurence Yep
- 2007 — James Marshall
- 2009 — Ashley Bryan
- 2011 — Tomie dePaola
- 2013 — Katherine Paterson
- 2015 – Donald Crews
- 2016 – Jerry Pinkney
- 2017 – Nikki Grimes
- 2018 – Jacqueline Woodson